# Трачук, Владимир Борисович
Владимир Трачук (род. 3 января 1985 года, Кременец) — украинский двоеборец, участник двух Олимпийских игр.

## Биография
В Кубке мира Трачук дебютировал в 2007 году, в феврале 2009 года первый раз попал в тридцатку лучших на этапе Кубка мира. Всего на сегодняшний момент имеет 2 попадания в тридцатку лучших на этапах Кубка мира, все в личных соревнованиях. Лучшим достижением в итоговом зачёте Кубка мира для Трачука является 54-е место в сезоне 2008-09.
На Олимпиаде-2006 в Турине стартовал в индивидуальной гонке и спринте, и в обоих случаях занял 48-е место.
На Олимпиаде-2010 в Ванкувере стал 41-м в соревнованиях с нормального трамплина + 10 км и 42-м в соревнованиях с большого трамплина + 10 км.
За свою карьеру участвовал в трёх чемпионатах мира, лучший результат 36-е место в соревнованиях с нормального трамплина + 10 км на чемпионате мира 2009 в Либереце.
Использует лыжи производства фирмы Rossignol.